# 가군 (고구려)
가군(加群, ?~?)은 고구려의 관리이다.

## 생애
1964년에 평양 내성(內城)에서 발견된 명문에 그의 이름이 기록되어 있으며, 고구려 장안성의 성벽 축조를 감독했다고 한다. 또한 명문에 쓰여져 있는 괘루개절(卦婁盖切)이라는 글에서 괘루(卦婁)는 그의 출신지로, 개절(盖切)은 관직명으로 추정된다.